# Marsdenia inelegans
Marsdenia inelegans är en oleanderväxtart som beskrevs av Henry Hurd Rusby. Marsdenia inelegans ingår i släktet Marsdenia och familjen oleanderväxter. Inga underarter finns listade i Catalogue of Life.